# 石井秀雄
石井 秀雄（いしい ひでお、明治36年（1903年） - 昭和58年（1983年）1月23日）は、国柱会出身の官僚。勲五等瑞宝章。

## 経歴
静岡県に生まれる。国柱会千葉局長の父の感化を受け、10歳の頃から最勝閣で学習修行をし、昭和2年に慶應義塾大学経済学部卒業。里見日本文化研究所運動に参加し、外務省・大東亜省・経済企画庁に努め、経済企画庁図書館長となり、現・有文館落成に伴い専門図書館協議会参与となる。
田中芳谷会長がジャワハルラール・ネルー首相と会談した際に翻訳・通訳として奉仕。国柱会渋谷局長となり、79歳をもって帰寂。

## 著書
- 『日本経済史』国体科学社〈国体科学叢書 第7巻〉、1929年5月。
- 『日本社会階級史』国体科学社〈国体科学叢書 第9巻〉、1929年10月。
- 石井秀雄、船口万寿『国体経済学』国体科学社〈国体科学叢書 第4巻〉、1930年10月。
- 『社会組織の発展過程と皇室』高原書店〈経済国策研究会パンフレツト 6〉、1932年7月。
- 『軍事的発展過程と皇室』高原書店〈経済国策研究会パンフレツト 7〉、1932年7月。
- 『経済的発展過程と皇室』経済国策研究会〈経済国策研究会パンフレツト 9〉、1932年11月。
- 『変革過程に於ける皇室と人民』経済国策研究会〈経済国策研究会パンフレツト 11〉、1933年2月。
- 『日本経済史 資料摘録』八元社、1943年7月。